# Federico Faura

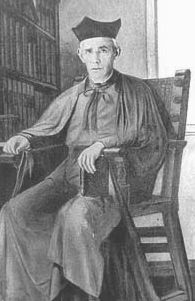
Ein Kupferstich von Fedrico Faura

Federico Faura Prat, auch Frederic Faura oder Padre Faura (* 30. Dezember 1840 in Artés in Spanien; † 23. Januar 1897 in Manila auf den Philippinen), war ein spanischer Jesuitenpriester und Mathematikprofessor. Er erlangte Bekanntheit durch den Aufbau und die Leitung des meteorologischen Observatoriums in Manila und gilt als einer der bedeutendsten Meteorologen der Neuzeit. Nach ihm ist heute die Padre-Faura-Straße in Manila benannt.

## Frühe Jahre
Faura besuchte zunächst die Schule in seinem Geburtsort, später die Hochschule in Vic. 1859 trat er den Jesuiten bei und studierte Philosophie in Tortosa und später Theologie in Toulouse in Frankreich. Nach seinem Studium wurde er als jesuitischer Lehrer auf die Philippinen entsandt, die damals noch unter spanischer Kolonialherrschaft standen, wo er dann an der Ateneo de Manila University Mathematik und Physik lehrte. Nachdem im Jahr zuvor, 1865, an eben jener Schule der Jesuit Francisco Colina mit dem Beginn erster regelmäßiger Wetteraufzeichnungen begann, wurde ab Mitte 1867 Federico Faura mit der Leitung des entstehenden Observatoriums betraut. Padre Faura wird heute fälschlich häufig als Gründer des Observatoriums wahrgenommen, was genaugenommen nicht richtig ist. Dennoch ist die heutige Bedeutung des Observatoriums größtenteils seiner Aktivität und Arbeit zu verdanken. 
Schnell erlangte die Arbeit von Faura Anerkennung und er wurde 1868 vom damaligen Gouverneur der Philippinen José de la Gándara y Navarro beauftragt eine Expedition zur Beobachtung der Sonnenfinsternis in jenem Jahr zu leiten. Im August 1868 reiste Federico Faura zusammen mit den Jesuiten Juan Ricart und Jaime Nonell nach Celebes, um dort am 18. August auf der kleinen Insel Mantawaloc-Kéké die damalige totale Sonnenfinsternis zu beobachten. Nach drei weiteren Jahren in Manila kehrte Faura 1871 dann zunächst nach Spanien zurück, um sein Studium zum Priesteramt zu vollenden. 1875 wurde er dann in Toulouse zum Priester geweiht. Mitte 1877 wurde Faura zum Direktor des Observatoriums von Manila ernannt und reiste im selben Jahr nach Rom, um an der Seite des Astronomen Angelo Secchi zu studieren. Im darauffolgenden Jahr verbrachte er einige Zeit am Observatorium der Jesuitenschule von Stonyhurst in England, um dort über den Erdmagnetismus zu lernen und besuchte vor seiner Rückkehr auf die Philippinen im August 1878 weitere wichtige Observatorien in Europa, insbesondere in Italien, wo er sein Wissen über die Seismologie vertiefte.

## Rückkehr nach Manila
Zurück in Manila gab Faura im darauffolgenden Jahr am 7. Juli 1879 eine erste Taifunwarnung für Nordluzon heraus und warnte im November desselben Jahres vor einem schweren Taifun, bevor dieser über Manila hinwegzog. Da seine Vorhersagen akkurat waren und die Menschen in den betroffenen Regionen sich rechtzeitig auf die Unwetter vorbereiten konnten, gab es nur wenige Verluste an Menschenleben, was die Bedeutung des Observatoriums festigte. Ab 1880 befasste sich Faura auch mit Erdbebenforschung, was ihm weitere Anerkennung einbrachte. Am 28. April 1884 wurde das Observatorio de Manila per königlichem Erlass als offizielle staatliche Institution anerkannt, blieb jedoch weiterhin unter der Leitung der Jesuiten. In den folgenden Jahren baute Faura ein über die gesamten Philippinen verteiltes Netz von Wetterstationen auf, welche regelmäßig Wetterdaten nach Manila meldeten. Im Jahr 1886 entwickelte Faura das Faura Aneroid Barometer, ein Dosenbarometer mit speziellen auf die Region zugeschnittenen Markierungen, an denen Luftdruckveränderungen als Vorbote von Taifunen und Unwettern abgelesen und deren voraussichtliche Intensität abgelesen werden konnte. Vier Jahre nach erstmaliger Vorstellung des Gerätes in Fachkreisen wurde es dann auch zum Kauf angeboten und stellte ein wichtiges Messinstrument für Seefahrer und Händler dar, welche sich fortan besser auf schwerwiegende Wetterereignisse vorbereiten konnten. In den folgenden Jahren wurde das Observatorium um Abteilungen erweitert, die sich auch mit Astronomie und mit dem Magnetfeld der Erde befassten.
1888 reiste Faura nach Spanien um auf der Weltausstellung Exposición Universal de Barcelona die Arbeit des Observatoriums in Manila vorzustellen. 1893 nahm Faura am Internationalen Meteorologischen Kongress der Internationalen Meteorologischen Organisation (heute Weltorganisation für Meteorologie) in Chicago teil, der dort als Teil der Weltausstellung World’s Columbian Exposition stattfand. 1896 verschlechterte sich der Gesundheitszustand von Federico Faura. Als im Zuge der Philippinischen Revolution im weiteren Verlauf des Jahres 1896 ein Angriff der Revolutionisten auf Manila bevorstand, wurde er vom außerhalb der Stadtmauern befindlichen Observatorium in die Ateneo de Manila University in Intramuros gebracht, wo er am 23. Januar 1897 starb. Bis zu seinem Tod hatte Federico Faura das Observatorium zu einer weit über die Philippinen hinaus bekannten und anerkannten Institution ausgebaut. Nach Faura's Tod ging die Leitung des Instituts an seinen langjährigen Schüler José Algué über, der zuvor bereits seit 1894 stellvertretender Direktor des Observatoriums war. Nach dem Spanisch-Amerikanischen Krieg 1898 und der darauf folgenden amerikanischen Kolonialzeit wurde das Observatorio de Manila zum Weather Bureau (Wetterbüro), büßte jedoch nicht an Bedeutung ein. Das Observatorium von Manila ist der Vorläufer von PAGASA, dem heutigen meteorologischen Dienst der Philippinen.
In Manila ist heute die Padre Faura Street nach Federico Faura benannt – die Straße, in jener sich damals das Observatorium von Manila befand. An der Stelle des Observatoriums steht heute das Einkaufszentrum Robinsons Place Manila.